# Elif Jale Yeşilırmak
Elif Jale Yeşilırmak (née Yuliya Guramiyevna Rekvava, en russe : Юлия Гурамиевна Реквава, le 30 juillet 1986 à Smolensk) est une lutteuse turque d'origine russe.
Sous les couleurs de la Russie, elle est médaillée de bronze des Championnats d'Europe de lutte 2009 dans la catégorie des moins de 59 kg.
Elle combat ensuite pour la Turquie. Elle remporte deux médailles de bronze dans la catégorie des moins de 58 kg lors des Championnats du monde en 2014 et 2015. Au niveau continental, elle est médaillée de bronze des Championnats d'Europe de lutte 2012 dans la catégorie des moins de 63 kg, médaillée de bronze des Jeux européens de 2015 dans la catégorie des moins de 58 kg et médaillée d'or des Championnats d'Europe de lutte 2018 dans la catégorie des moins de 59 kg. Elle obtient également une médaille d'or aux Jeux méditerranéens de 2013 dans la catégorie des moins de 63 kg.